# Groß-Rosen
Het in Neder-Silezië gesitueerde Groß-Rosen was tijdens de Tweede Wereldoorlog een Duits concentratiekamp. Destijds behoorde het stadje Groß-Rosen tot Duitsland. Sinds 1945 behoort het tot Polen en heet Rogoźnica.
In 1940 fungeerde Groß-Rosen nog als satellietkamp voor de regio Sachsenhausen. Het jaar daarop werd het kamp door de nazi's omgevormd tot concentratiekamp, waar voornamelijk Joden werden vastgehouden. De locatie was door Albert Speer gekozen wegens het ter plaatse voorkomen van graniet dat nodig was voor de bouw van de nieuwe hoofdstad Germania.

## Politieke gevangenen
In 1942 werd Groß-Rosen aangewezen als Nacht und Nebel-kamp. Er zijn toen enige tientallen Nederlandse politieke gevangenen, voornamelijk communisten, om het leven gekomen. In 1969 werden in Nederland de 109 Nederlandse overlevenden van de Nacht und Nebel-actie die naar Natzweiler in Frankrijk waren gedeporteerd gedecoreerd met het Borstkruis van de Stichting Vriendenkring van oud-Natzweilers, ook wel "Nacht-und-Nebel-Herdenkingskruis van de Stichting Vriendenkring van oud-Natzweilers 1940-1945-kruis" genoemd. Voor de Nederlandse overlevenden van Groß-Rosen werd geen decoratie ingesteld.

## Uithongeren
Bij binnenkomst kregen de Nederlanders te horen dat Groß-Rosen 'neunzig Tage' betekende. Dat is Duits voor 90 dagen. Dit was volgens het SS programma in ieder werkkamp hetzelfde. Daarmee werd bedoeld dat door de SS verwacht werd dat de voor slavenarbeid ingedeelde gevangenen maximaal negentig dagen in leven bleven. In de praktijk stierven de meeste Nederlanders binnen enkele weken, maar een aantal bleef drie tot vier maanden in leven, één zelfs zes maanden. In augustus 1942 veranderde het beleid in dat men de gevangenen langer in leven wilde houden om ze als slaven in de oorlogsindustrie te kunnen gebruiken. Degenen die te zwak waren om te werken, maar nog te lang in leven dreigden te blijven, werden met zogenaamde Invalidentransporten naar Dachau afgevoerd, waar de totaal uitgemergelde mensen (40 kg) zowel bij gevangenen als SS-bewaking grote verbijstering wekten. Door deze transporten hebben enkele Nederlanders deze periode in dit kamp overleefd. Vanaf 1943 zijn enige honderden Nederlandse Joden in Groß-Rosen om het leven gekomen. Aan het eind van de oorlog kwamen er gevangenen uit andere geëvacueerde kampen, zoals Joden uit Auschwitz, in Groß-Rosen. Ondanks het korte verblijf was dit voor velen de meest dramatische periode van hun gevangenschap.

## Dwangarbeid
De gevangenen in het kamp moesten op diverse manieren dwangarbeid verrichten.

### Steengroeve
Groß-Rosen wordt van de grote concentratiekampen wel beschouwd als een van de wreedste kampen, aangezien de kans om het te overleven aanzienlijk lager lag dan in veel andere kampen. Overigens werd in de steengroeve nauw samengewerkt met Duitse burgers. Die burgers konden met eigen ogen de dagelijkse doden ten gevolge van knuppelpartijen en de zeer snelle lichamelijke aftakeling ten gevolge van het hongerdieet waarnemen. Iemand die in de steengroeve te werk werd gesteld leefde niet langer dan vijf weken.

### Siemens
In de tweede helft van 1944 verschenen in het kamp werkplaatsen voor het bedrijf Siemens und Halske uit Berlijn. Het kantoor en magazijn van dit bedrijf was in het SS-gedeelte van het kamp. Voor Siemens werkten vlak voor de evacuatie van het kamp 425 gevangenen en zestien burgers.

### Blaupunkt
In de werkplaats voor Blaupunkt werden spoelen gewikkeld en gesoldeerd. De arbeiders kregen daarvoor een opleiding van twee weken. Er werkten dertig tot tweehonderd personen.

### Weverij
In de weverij werkten de mensen in twee ploegen van elk twaalf uur. Verzwakte gevangenen werden hier te werk gesteld.

## Bekende gevangenen
- Jules Bastin
- Louis Begault
- Albert Bos
- Adolf De Jaegere
- Alfons Grégoir
- Dick Groenteman
- Emmanuel Jooris
- David Koker
- Marian Kołodziej
- Paul Löbe
- Jules Lootens
- Karel Roelandts
- Shlomo Selinger
- Jan Sinnige
- Klaas Smith
- Henri Story
- Henk op den Velde
- Paulus van Wandelen
- Leon Weintraub
- Gerda Weissmann Klein

## Buitenkampen
Het kamp had op den duur circa zestig buitenkampen (zogenaamde Außenlager), verspreid over Neder-Silezië in toenmalig oostelijk Duitsland en het nabijgelegen Sudetenland. In totaal werden bijna 125.000 mensen in Groß-Rosen gevangen gehouden. Door de zware lichamelijke arbeid in de steengroeve en de slechte behandeling qua voeding en gezondheidszorg stierven 40.000 van hen, voordat het concentratiekamp op 14 februari 1945 door het Rode Leger bevrijd werd.
| Außenlager - toenmalige naam (land)                         | Tegenwoordige naam (land)           | Geocoördinaten                     |
| ----------------------------------------------------------- | ----------------------------------- | ---------------------------------- |
| Aslau (DE)                                                  | Osła (PL)                           | 51.317, 15.75                      |
| Bautzen (DE)                                                | Bautzen (DE)                        | 51.180968, 14.428116               |
| Bernsdorf (CS)                                              | Bernartice (okres Písek) (CZ)       | 49.370289, 14.37747                |
| Birnbäumel (DE)                                             | Gruszeczka (PL)                     | 51.4738989064778, 17.1640777587891 |
| Görlitz (DE)                                                | Görlitz (DE)                        | 51.153139, 14.975297               |
| Bad Warmbrunn (DE)                                          | Cieplice Śląskie-Zdrój (PL)         | 50.870066, 15.684884               |
| Bolkenhain (DE)                                             | Bolków (PL)                         | 50.921559, 16.11436                |
| Brandhofen (DE)                                             | Spohla (DE)                         | 51.404795, 14.2678                 |
| Breslau-Lissa (DE)                                          | Wroclaw (PL)                        | 51.11, 17.03                       |
| Breslau I und II (DE)                                       | Wroclaw (PL)                        | 51.11, 17.03                       |
| Breslau-Hundsfeld (DE)                                      | Wroclaw (PL)                        | 51.11, 17.03                       |
| Brieg (DE)                                                  | Brzeg (PL)                          | 50.849998, 17.469999               |
| Brünnlitz (CS)                                              | Brněnec (CZ)                        | 49.6234444202973, 16.5248966217041 |
| Bunzlau I und II (DE)                                       | Boleslawiec (PL)                    | 51.259998, 15.56                   |
| Christianstadt (DE)                                         | Krzystkowice (PL)                   | 51.798953, 15.235579               |
| Dyhernfurth I und II (DE)                                   | Brzeg Dolny (PL)                    | 51.27, 16.739999                   |
| Dörnhau (Riese) (DE)                                        | Kolcach (PL)                        | 50.6646961949819, 16.3946914672852 |
| Erlenbusch (Riese) (DE)                                     | Olszyncu (PL)                       | 50.717, 16.367                     |
| Falkenberg (Riese) (DE)                                     | Sokoleč (PL)                        | 50.65, 16.46                       |
| Freiburg (DE)                                               | Świebodzice (PL)                    | 50.86, 16.329999                   |
| Friedland (DE)                                              | Mieroszów (PL)                      | 50.66849, 16.200605                |
| Fünfteichen (DE)                                            | Miloszyce (PL)                      | 51.0526176322973, 17.3134231567383 |
| Fürstenstein (Riese) (DE)                                   | Ksiaz (PL)                          | 52.63, 18.25                       |
| Gabersdorf (CS)                                             | Libec (CZ)                          | 50.5857162430775, 15.9473419189453 |
| Gablonz (CS)                                                | Jablonec nad Nisou (CZ)             | 50.729999, 15.159999               |
| Gassen (DE)                                                 | Jasień (PL)                         | 51.7523272717487, 15.0107574462891 |
| Gebhardsdorf (DE)                                           | Giebultów (PL)                      | 50.15, 19.88                       |
| Geppersdorf (DE)                                            | Milęcice (PL)                       | 51.01559, 15.52761                 |
| Grafenort (DE)                                              | Gorzanów (PL)                       | 50.353415, 16.568302               |
| Grulich (DE)                                                | Kraliky (CZ)                        | 50.080001, 16.77                   |
| Gräben (DE)                                                 | Grabina/Strzegom (PL)               | 50.960089142779, 16.3459610939026  |
| Großkoschen (DE)                                            | Großkoschen (DE)                    | 51.494406, 14.064268               |
| Grünberg II (DE)                                            | Zielona Góra (PL)                   | 51.939998, 15.489999               |
| Grünberg I (DE)                                             | Zielona Góra (PL)                   | 51.939998, 15.489999               |
| Guben (DE)                                                  | Guben (DE)                          | 51.95224, 14.714819                |
| Halbau (DE)                                                 | Iłowa (PL)                          | 51.49683, 15.19736                 |
| Halbstadt (CS)                                              | Meziměstí (CZ)                      | 50.619998, 16.25                   |
| Hartmannsdorf (DE)                                          | Miloszow (PL)                       | 51.0055460846572, 15.2485084533691 |
| Hirschberg (DE)                                             | Jelenia Góra (PL)                   | 50.909999, 15.729999               |
| Hohenelbe                                                   | Vrchlabí (CZ)                       | 50.619998, 15.609999               |
| Kaltwasser (Riese) (DE)                                     | Zimna Wódka (PL)                    | 50.433, 18.317                     |
| Kamenz (DE)                                                 | Kamenz (DE)                         | 51.268215, 14.09391                |
| Kittlitztreben (DE)                                         | Kotlicki Trebin (PL)                | 51.38, 15.6                        |
| Klein-Radisch (DE)                                          | Klein-Radisch (DE)                  | 51.342024, 14.645495               |
| Kleinschönau / Zittau (DE)                                  | Sieniawka (PL)                      | 50.8972949294088, 14.8447608947754 |
| Kratzau (CS)                                                | Chrastava (CZ)                      | 50.819999, 14.97                   |
| Kurzbach (DE)                                               | Bukowice (powiat Milicki) (PL)      | 51.3956980631563, 17.3681831359863 |
| Kunnerwitz (DE)                                             | Kunnerwitz (DE)                     | 51.1179364451665, 14.9362993240356 |
| Landeshut (DE)                                              | Kamienna Góra (PL)                  | 50.79, 16.03                       |
| Langenbielau I (DE)                                         | Bielawa (PL)                        | 50.689998, 16.61                   |
| Langenbielau II (DE)                                        | Bielawa (PL)                        | 50.689998, 16.61                   |
| Lärche (Riese) (DE)                                         | Glinica (PL)                        | 50.733, 16.333                     |
| Lauban (DE)                                                 | Giebultow (PL)                      | 50.15, 19.88                       |
| Libau (DE)                                                  | Lubawka (PL)                        | 50.70697, 15.99748                 |
| Ludwigsdorf (DE)                                            | Bojanice (PL)                       | 50.7772869007486, 16.5024948120117 |
| Mittelsteine (DE)                                           | Scinawka Srednia (PL)               | 50.52, 16.5                        |
| Märzbachtal (Riese) (DE)                                    | Głuszyca (PL)                       | 50.6800901249347, 16.4125442504883 |
| Merzdorf (DE)                                               | Marciszów (PL)                      | 50.8451884330723, 16.0269927978516 |
| Morchenstern (CS)                                           | Smržovka (CZ)                       | 50.740001, 15.239999               |
| Niederoderwitz (DE)                                         | Niederoderwitz (DE)                 | 50.9523712294541, 14.7244262695312 |
| Niesky (DE)                                                 | Niesky (DE)                         | 51.2962760949399, 14.8219299316406 |
| Neusalz an der Oder (DE)                                    | Nova Sol (PL)                       | 51.810001, 15.71                   |
| Neuhammer (DE)                                              | Nowa Kuznia (PL)                    | 51.393100666418, 15.8197975158691  |
| Ober Altstadt (CS)                                          | Horní Staré Mesto / Trutnov (CZ)    | 50.569999, 15.899999               |
| Oberwüstegiersdorf (Riese) (DE)                             | Gluszyca Gorna (PL)                 | 50.66, 16.38                       |
| Peterswaldau (DE)                                           | Pieszyce (PL)                       | 50.720001, 16.59                   |
| Parschnitz (CS)                                             | Trutnov (CZ)                        | 51.2962760949399, 14.8219299316406 |
| Reichenau (CS)                                              | Rychnov u Jablonce nad Nisou (CZ)   | 50.6849302821149, 15.1480865478516 |
| Rennersdorf (DE)                                            | Rennersdorf (DE)                    | 51.0182633534823, 14.7887992858887 |
| Rauscha (DE)                                                | Ruszów (PL)                         | 51.412793, 15.17469                |
| Sackisch (DE)                                               | Zakrze (PL)                         | 50.43333, 16.25                    |
| Schatzlar (CS)                                              | Žacléř (CZ)                         | 50.6644785767519, 15.9087181091309 |
| Schlesiersee (DE)                                           | Slawa (PL)                          | 51.882271, 16.078831               |
| St. Georgenthal (CS)                                        | Jiřetín pod Jedlovou (CZ)           | 50.9947431179034, 14.5661544799805 |
| Säuferwassertal des Baches Klobia (Riese) / Kaltwasser (DE) | Zimna (PL)                          | 50.433, 14.317                     |
| Tannhausen und Zentralrevier (Riese) (DE)                   | Jedlinka (PL)                       | 50.7, 16.37                        |
| Treskau (DE)                                                | Owińska (PL)                        | 52.51, 16.98                       |
| Waldenburg (DE)                                             | Wałbrzych (PL)                      | 50.779998, 16.28                   |
| Weißwasser / Lausitz (DE)                                   | Weißwasser (DE)                     | 51.502306, 14.634685               |
| Weißwasser / Mähren (DE)                                    | Bila Voda (CZ)                      | 50.0200937192332, 16.7460823059082 |
| Wiesau (DE)                                                 | Łąka (PL)                           | 51.2992814807878, 15.5706310272217 |
| Wolfsberg / Wüstewaltersdorf (Riese) (DE)                   | Walim (PL)                          | 50.6981973660456, 16.4417266845703 |
| Wüstenröhrsdorf (Gräfisch-Röhrsdorf) (DE)                   | Rędziny (powiat Częstochowski) (PL) | 50.68, 19.86                       |
| Wüstewaltersdorf (Riese) (DE)                               | Walim (PL)                          | 50.6981973660456, 16.4417266845703 |
| Wüstegiersdorf (Riese) (DE)                                 | Głuszyca (PL)                       | 50.66, 16.38                       |
| Zillerthal-Erdmannsdorf (DE)                                | Mysłakowice (PL)                    | 50.85, 15.77                       |